# Talasz (folyó)
Talasz (kirgiz és kazah nyelven: Талас) egy folyó Kirgizisztánban, a Talasz régióban, mely nyugatra folyik Kazahsztánba. A folyó 661 kilométer hosszú, és medenceterülete 52 700 négyzetkilométer.

## Leírása
A Talasz folyó a Karakol és az Uch-Koshoy összefolyásából keletkezik, és körülbelül nyugat és északnyugat irányba folyik. Keresztülhalad a kazahsztáni Zhambyl tartomány Taraz városán , és mielőtt elérné az Aydyn-tavat, eltűnik a Muyunkum-sivatagban.
Az Ili, a Chu és Talasz az a három sztyeppei folyó, amely nyugatra, majd északnyugatra folyik. Az Ili Hszincsiangban ered, nyugatra folyik az Iszik-köl tótól északra, majd északnyugatra fordulva eléri a Balkas-tavat. A Csu az Iszik-köl-tótól nyugatra ered, a sztyeppébe folyik, és mielőtt elérné a Szir-darját kiszárad. A Talasz a Csu-tól nyugatra és délre indul, nyugatra és északnyugatra folyik, de kiszárad, mielőtt elérné a Csu-t.

## Történelem
A 751-es talasi csata során, mely elnevezését a folyó után kapta, az Abbászida haderő legyőzte a Gao Xianzhi tábornok által vezetett Tang kínai erőket a Fergana-völgyben lévő kliens királyság körüli vitában. A csatát a karlukok megfutamodása után az Abbászidák nyerték meg.
Xuanzang kínai szerzetes az egyik útja során érkezett a Csu folyóból Talasba.